# Kazuo Shimizu (zapaśnik)
Kazuo Shimizu (jap. 清水一夫 Shimizu Kazuo; ur. 26 lipca 1954 w prefekturze Okayama) – japoński zapaśnik walczący w stylu wolnym. Olimpijczyk z Montrealu 1976, gdzie zajął szóste miejsce w wadze do 100 kg.
Odpadł w eliminacjach mistrzostw świata w 1974. Zajął czwarte miejsce na igrzyskach azjatyckich w 1978. Czwarty w Pucharze Świata w 1977 roku